# Forever Memories
「Forever Memories」（フォーエバー・メモリーズ）は、w-inds.のデビューシングル。2001年3月14日発売。FLIGHT MASTERよりリリースされた。

## 概要
デビュー曲候補には3曲が用意され、中でも後に1stアルバム『w-inds.〜1st message〜』に収録される「ROUND & ROUND」が最有力候補曲であった。デビュー曲に決定した「Forever Memories」は、作詞・作曲・編曲を手掛けた葉山拓亮が元々“女性ボーカリスト”用にストックしていた楽曲であった。デビュー以前から、代々木公園や渋谷近辺での路上ライブで披露されていた。
オリコンチャートに23週にわたってランクインしたロングヒット作品。なお、この記録は2010年3月末時点では未だ更新されていない。
ストリート時代からデビューしてしばらく（「Paradox 」まで）の間、マイクの種類によってメンバーの区別化を図っていた。ボーカルである慶太は通常のマイク、涼平と龍一はダンスに特化できるようインカムを使用している。
コレオグラフィー及び指導は、同事務所所属の先輩ユニット・DA PUMPに当時在籍していたKEN（奥本健）が担当した。またカップリング曲「Moon Clock」のパフォーマンス時には、メンバー3人が考案した振りも組み込まれている。
2001年4月27日、FUNに初出演した。
2001年4月30日、HEY!HEY!HEY! MUSIC CHAMPに初出演した。

### 初回特典
- w-inds.トレーディングカード(全4種)

## 収録曲
1. Forever Memories
2. Moon Clock
3. Forever Memories (Za Downtown Street Remix)
4. Forever Memories (Instrumental)

作詞・作曲・編曲: 葉山拓亮
リミックス: Banana Ice(#3)

## その他
3月11日に渋谷109前で行われたデビュー記念イベントでは8,000人が集まった。また、インストア・ライブ&握手会を行い北海道から福岡まで全国7か所を回った。